# جوسيف ايكبرج
جوسيف ايكبرج (بالسويدية: Josef Ekberg)‏ هو مصمم سويدي، ولد في 18 فبراير 1877، وتوفي في 7 ديسمبر 1945.